# Vivo cantando
Chansons représentant l'Espagne au Concours Eurovision de la chanson
La, la, la
(1968) Gwendolyne
(1970)
Chansons ayant remporté le Concours Eurovision de la chanson
 La, la, la
(1968)  All Kinds of Everything
(1970)
Vivo cantando (« Je vis en chantant ») est une des quatre chansons gagnantes à égalité du Concours Eurovision de la chanson 1969, interprétée par la chanteuse espagnole Salomé, marquant la seconde et dernière victoire de l'Espagne au Concours Eurovision de la chanson. Les autres chansons gagnantes de 1969 sont Un jour, un enfant de Frida Boccara pour la France, De troubadour de Lenny Kuhr pour les Pays-Bas et Boom Bang-a-Bang de Lulu pour le Royaume-Uni.
Salomé a également enregistré la chanson en français sous le titre de Alors je chante — adaptation qui sera reprise par Rika Zaraï en 1969 —, en anglais sous le titre de The Feeling of Love (« Le Sentiment de l'amour »), en basque sous le titre de Kantari bizi naiz (« Je vis en chantant »), en catalan Canto i vull viure (« Je chante et je veux vivre ») ainsi qu'en italien sous le même titre (Vivo cantando).

## À l'Eurovision
Elle est intégralement interprétée en espagnol, langue nationale, comme l'impose la règle entre 1966 et 1973.
Vivo cantando est la troisième chanson interprétée lors de la soirée, après Catherine de Romuald qui représentait le Luxembourg et avant Maman, maman de Jean-Jacques qui représentait Monaco. À l'issue du vote, elle a obtenu 18 points, se classant 1re à égalité sur 18 chansons,.

## Classement

### Classements hebdomadaires
| Classement (1969)         | Meilleure position |
| ------------------------- | ------------------ |
| Espagne (El Gran Musical) | 1                  |